# Ugo I de Blois
Hugo I de Blois (cunoscut și ca Hugo I de Châtillon) (d. 9 aprilie 1248) a fost conte de Blois între 1230 și 1241 (ca urmare a căsătoriei cu Maria de Blois) și de Saint-Pol (ca Hugo al V-lea) de la 1226 până la moarte.
Hugo era fiul lui Gaucher al III-lea de Châtillon cu Elisabeta (n. 1180–d. 1212), fiică a contelui Hugo al IV-lea de Saint-Pol.
În 1226, Hugo s-a căsătorit cu contesa de Blois, Maria d'Avesnes, fiica lui Valter d'Avesnes cu Margareta de Blois. Cu Maria, Hugo a avut 5 copii:
1. Ioan (d. 1280), conte de Blois
2. Guy (d. 1289), conte de Saint-Pol
3. Gaucher (d. 1261), senior de Crécy și de Crèvecoeur
4. Ugo (d. 1255)
5. Vasila (d. 1280), devenită abatesă de Notre Dame du Val în 1248

Prin căsătorie, Hugo a devenit primul conte de Blois provenit din casa de Châtillon. Momentul a marcat sfârșitul primei dinastii a conților de Blois, care durase de 400 de ani. După moartea Mariei, Hugo s-a recăsătorit cu Mahaut, sora contelui Balduin al III-lea de Guînes.
Hugo s-a alăturat regelui Ludovic al IX-lea al Franței, atunci când acesta a inițiat Cruciada a șaptea, în 1248. Trecând prin Avignon, a avut loc o îcăierare cu unii săteni, în care Hugo a fost ucis. Cei mai mulți dintre cei 50 de cavaleri din suita sa s-au întors acasă în urma acestui incident.